# Gran Premio motociclistico di Spagna 1989
Il Gran Premio motociclistico di Spagna 1989 fu il quarto appuntamento del motomondiale 1989.
Si svolse il 30 aprile 1989 sul circuito di Jerez de la Frontera e registrò la vittoria di Eddie Lawson nella classe 500, di Luca Cadalora nella classe 250, di Àlex Crivillé nella classe 125 e di Herri Torrontegui nella classe 80.
Torrontegui ottiene la sua prima vittoria nel motomondiale.

## Classe 500

### Arrivati al traguardo
| Pos | Pilota              | Moto   | Giri | Tempo     | Griglia | Punti |
| --- | ------------------- | ------ | ---- | --------- | ------- | ----- |
| 1   | Eddie Lawson        | Honda  | 30   | 55:11.260 | 4       | 20    |
| 2   | Wayne Rainey        | Yamaha | 30   | +10.170   | 1       | 17    |
| 3   | Niall Mackenzie     | Yamaha | 30   | +17.480   | 3       | 15    |
| 4   | Christian Sarron    | Yamaha | 30   | +38.390   | 5       | 13    |
| 5   | Freddie Spencer     | Yamaha | 30   | +51.000   | 6       | 11    |
| 6   | Pierfrancesco Chili | Honda  | 30   | +1:19.940 | 8       | 10    |
| 7   | Ron Haslam          | Suzuki | 30   | +1:29.450 | 10      | 9     |
| 8   | Tadahiko Taira      | Yamaha | 30   | +1:43.440 | 7       | 8     |
| 9   | Dominique Sarron    | Honda  | 30   | +1:46.870 | 12      | 7     |
| 10  | Alessandro Valesi   | Yamaha | 30   | +1:53.860 | 13      | 6     |
| 11  | Massimo Broccoli    | Cagiva | 29   | +1 giro   | 13      | 5     |
| 12  | Marco Gentile       | Fior   | 29   | +1 giro   | 14      | 4     |
| 13  | Simon Buckmaster    | Honda  | 29   | +1 giro   | 15      | 3     |
| 14  | Juan López Mella    | Honda  | 28   | +2 giri   | 17      | 2     |
| 15  | Eddie Laycock       | Honda  | 28   | +2 giri   | 21      | 1     |
| 16  | Bruno Kneubühler    | Honda  | 28   | +2 giri   | 18      |       |
| 17  | Claude Albert       | Suzuki | 28   | +2 giri   | 24      |       |
| 18  | Josef Doppler       | Honda  | 28   | +2 giri   | 25      |       |
| 19  | Steve Williams      | Honda  | 28   | +2 giri   | 22      |       |
| 20  | Michael Rudroff     | Honda  | 28   | +2 giri   | 23      |       |
| 21  | Ian Pratt           | Honda  | 28   | +2 giri   | 27      |       |
| 22  | Fabian Pilloud      | Honda  | 26   | +4 giri   | 29      |       |

### Ritirati
| Pilota                       | Moto   | Giri | Motivo | Griglia |
| ---------------------------- | ------ | ---- | ------ | ------- |
| Kevin Schwantz               | Suzuki | 24   | Caduta | 2       |
| Randy Mamola                 | Cagiva | 17   |        | 9       |
| Andreas Leuthe               | Suzuki | 12   |        | 11      |
| Marco Papa                   | Paton  | 8    |        | 19      |
| Fernando González De Nicolás | Honda  | 3    |        | 20      |
| Michael Doohan               | Honda  | 3    | Caduta | 11      |
| Niggi Schmassmann            | Honda  | 1    |        | 26      |

### Non qualificato
| Pilota         | Moto   |
| -------------- | ------ |
| Larry Vacondio | Suzuki |

## Classe 250

### Arrivati al traguardo
| Pos | Pilota                    | Moto     | Tempo     | Griglia | Punti |
| --- | ------------------------- | -------- | --------- | ------- | ----- |
| 1   | Luca Cadalora             | Yamaha   | 46:46.300 | 1       | 20    |
| 2   | Sito Pons                 | Honda    | +2.090    | 6       | 17    |
| 3   | Jean-Philippe Ruggia      | Yamaha   | +11.030   | 3       | 15    |
| 4   | Juan Garriga              | Yamaha   | +13.870   | 2       | 13    |
| 5   | Carlos Cardús             | Honda    | +16.100   | 7       | 11    |
| 6   | Reinhold Roth             | Honda    | +42.760   | 9       | 10    |
| 7   | Masahiro Shimizu          | Honda    | +50.090   | 20      | 9     |
| 8   | Martin Wimmer             | Aprilia  | +55.650   | 8       | 8     |
| 9   | Gary Cowan                | Yamaha   | +1:03.610 | 12      | 7     |
| 10  | Wilco Zeelenberg          | Honda    | +1:09.470 | 14      | 6     |
| 11  | Ivan Palazzese            | Aprilia  | +1:13.260 | 25      | 5     |
| 12  | Daniel Amatriaín          | Honda    | +1:16.500 | 22      | 4     |
| 13  | Jochen Schmid             | Honda    | +1:16.760 | 21      | 3     |
| 14  | Alberto Rota              | Aprilia  | +1:18.050 | 18      | 2     |
| 15  | Stefano Caracchi          | Honda    | +1:19.040 | 15      | 1     |
| 16  | Harald Eckl               | Aprilia  | +1:25.460 | 17      |       |
| 17  | Andreas Preining          | Aprilia  | +1:26.660 | 32      |       |
| 18  | Adrien Morillas           | Yamaha   | +1:41.450 | 36      |       |
| 19  | Kevin Mitchell            | Yamaha   | +1:41.710 | 30      |       |
| 20  | Javier Cardelús           | JJ-Cobas | +1:51.550 | 31      |       |
| 21  | Patrick van den Goorbergh | Yamaha   | +1 giro   | 29      |       |
| 22  | Bernard Haenggeli         | Yamaha   | +1 giro   | 27      |       |

### Ritirati
| Pilota             | Moto    | Motivo | Griglia |
| ------------------ | ------- | ------ | ------- |
| Alain Bronec       | Aprilia |        | 4       |
| Renzo Colleoni     | Aprilia |        | 5       |
| Fausto Ricci       | Aprilia |        | 24      |
| Jean Foray         | Yamaha  |        | 34      |
| Bruno Bonhuil      | Yamaha  |        | 33      |
| Luis Carlos Maurel | Yamaha  |        | 28      |
| August Auinger     | Yamaha  |        | 16      |
| Loris Reggiani     | Honda   | Caduta | 35      |
| Jacques Cornu      | Honda   | Caduta | 23      |
| Alberto Puig       | Yamaha  |        | 11      |
| Helmut Bradl       | Honda   |        | 19      |
| Didier de Radiguès | Aprilia |        | 10      |
| Paolo Casoli       | Honda   |        | 13      |

### Non qualificati
| Pilota            | Moto      |
| ----------------- | --------- |
| Bernard Schick    | Yamaha    |
| Urs Jücker        | Yamaha    |
| Frédéric Protat   | Aprilia   |
| Alexander Barros  | Yamaha    |
| Luis Lavado       | Yamaha    |
| Andrew Leisner    | Honda     |
| Engelbert Neumair | Aprilia   |
| Virginio Ferrari  | Gazzaniga |
| Manuel Martin     | Yamaha    |
| Anselmo Lasaosa   | Yamaha    |
| Antonio Torraba   | Cobas     |

## Classe 125

### Arrivati al traguardo
| Pos | Pilota             | Moto     | Tempo     | Griglia | Punti |
| --- | ------------------ | -------- | --------- | ------- | ----- |
| 1   | Àlex Crivillé      | JJ-Cobas | 43:39.380 | 1       | 20    |
| 2   | Jorge Martínez     | Derbi    | +6.300    | 3       | 17    |
| 3   | Kōji Takada        | Honda    | +9.170    | 11      | 15    |
| 4   | Ezio Gianola       | Honda    | +24.340   | 4       | 13    |
| 5   | Fausto Gresini     | Aprilia  | +29.810   | 17      | 11    |
| 6   | Allan Scott        | Honda    | +34.390   | 5       | 10    |
| 7   | Julián Miralles    | Derbi    | +34.830   | 14      | 9     |
| 8   | Hisashi Unemoto    | Honda    | +35.010   | 15      | 8     |
| 9   | Herri Torrontegui  | Honda    | +36.230   | 6       | 7     |
| 10  | Luis Miguel Reyes  | Honda    | +42.580   | 7       | 6     |
| 11  | Stefan Prein       | Honda    | +57.200   | 12      | 5     |
| 12  | Adi Stadler        | Honda    | +57.560   | 20      | 4     |
| 13  | Robin Milton       | Honda    | +57.740   | 18      | 3     |
| 14  | Lucio Pietroniro   | Honda    | +59.440   | 19      | 2     |
| 15  | Taru Rinne         | Honda    | +1:05.190 | 21      | 1     |
| 16  | Robin Appleyard    | Honda    | +1:07.800 | 26      |       |
| 17  | Antonio Oliveros   | Honda    | +1:08.020 | 34      |       |
| 18  | Ricardo Jove       | JJ-Cobas | +1:14.000 | 25      |       |
| 19  | Johnny Wickström   | Honda    | +1:25.100 | 27      |       |
| 20  | Jean-Claude Selini | Honda    | +1:30.070 | 36      |       |
| 21  | Luis d'Antín       | Honda    | +1:30.250 | 23      |       |
| 22  | Reinhard Strack    | Honda    | +1:45.440 | 32      |       |
| 23  | Gastone Grassetti  | Aprilia  | +1:53.460 | 29      |       |
| 24  | Mike Leitner       | Honda    | +1:59.190 | 31      |       |

### Ritirati
| Pilota            | Moto    | Motivo | Griglia |
| ----------------- | ------- | ------ | ------- |
| Flemming Kistrup  | Honda   |        | 24      |
| Hans Spaan        | Honda   |        | 2       |
| Heinz Lüthi       | Honda   |        | 33      |
| Othmar Schuler    | Honda   |        | 22      |
| Antonio Sánchez   | Honda   |        | 35      |
| Doriano Romboni   | Honda   |        | 16      |
| Thierry Feuz      | Honda   |        | 28      |
| Manuel Hernández  | Honda   |        | 9       |
| Rafael Roses      | Honda   |        | 8       |
| Bruno Casanova    | Aprilia |        | 10      |
| Stefan Dörflinger | Aprilia |        | 30      |
| Bady Hassaine     | Honda   |        | 37      |

### Non partito
| Pilota       | Moto     | Griglia |
| ------------ | -------- | ------- |
| Javier Debón | JJ-Cobas | 13      |

### Non qualificati
| Pilota             | Moto      |
| ------------------ | --------- |
| Alfred Waibel      | Honda     |
| Corrado Catalano   | Gazzaniga |
| Hubert Abold       | Rotax     |
| Javier Arumi       | Honda     |
| Hervé Duffard      | Honda     |
| Manfred Thurmayer  | Honda     |
| René Dünki         | LCR       |
| Serge Julin        | Honda     |
| Bogdan Nikolov     | Honda     |
| Marc Grau          | Arbizu    |
| Joan Esteve        | Honda     |
| Alex Bedford       | EMC       |
| Ralf Waldmann      | Rotax     |
| Antonio Bono       | JJ Cobas  |
| Andrés Sánchez     | JJ Cobas  |
| Jörg Seel          | Seel      |
| Jos van Dongen     | Casal     |
| José Miralles      | Honda     |
| Trevor Manley      | Honda     |
| Pier Paolo Bianchi | Seel      |
| Bert Smit          | Honda     |
| Vicente Rocher     | Honda     |
| Paul Bordes        | Honda     |
| Alain Guilhat      | Honda     |
| Manuel Gamez       | Honda     |
| Carlos Romero      | Honda     |
| José Fombuena      | Rotax     |
| Gabriele Gnani     | Gnani     |
| Stuart Edwards     | Honda     |
| Juan Muňoz         | Rotax     |

## Classe 80

### Arrivati al traguardo
| Pos | Pilota             | Moto        | Tempo     | Griglia | Punti |
| --- | ------------------ | ----------- | --------- | ------- | ----- |
| 1   | Herri Torrontegui  | Krauser     | 37:12.510 | 3       | 20    |
| 2   | Stefan Dörflinger  | Krauser     | +2.850    | 1       | 17    |
| 3   | Peter Öttl         | Krauser     | +35.980   | 6       | 15    |
| 4   | Bogdan Nikolov     | Krauser     | +37.890   | 4       | 13    |
| 5   | Manuel Herreros    | Derbi       | +40.560   | 7       | 11    |
| 6   | José Saez          | Krauser     | +40.970   | 10      | 10    |
| 7   | Antonio Sánchez    | JJ-Cobas    | +41.710   | 9       | 9     |
| 8   | Ralf Waldmann      | Seel        | +55.950   | 13      | 8     |
| 9   | Jaime Mariano      | Casal       | +58.240   | 4       | 7     |
| 10  | Gabriele Gnani     | Gnani       | +1:20.730 | 16      | 6     |
| 11  | Paolo Priori       | Krauser     | +1:22.040 | 29      | 5     |
| 12  | Hans Koopman       | Ziegler     | +1:26.530 | 14      | 4     |
| 13  | René Dünki         | LCR-Krauser | +1:34.450 | 15      | 3     |
| 14  | Jörg Seel          | Seel        | +1:40.100 | 12      | 2     |
| 15  | Bert Smit          | Krauser     | +1:53.450 | 20      | 1     |
| 16  | Reiner Koster      | Kroko       | +1 giro   | 22      |       |
| 17  | Stefan Brägger     | Casal       | +1 giro   | 26      |       |
| 18  | Paul Bordes        | RB          | +1 giro   | 24      |       |
| 19  | Joaquin Gali       | Krauser     | +1 giro   | 35      |       |
| 20  | Reiner Scheidhauer | Seel        | +1 giro   | 27      |       |
| 21  | Matthias Ehinger   | BMC         | +1 giro   | 34      |       |
| 22  | Thomas Engl        | Krauser     | +1 giro   | 33      |       |
| 23  | Alojz Pavlič       | Seel        | +1 giro   | 32      |       |
| 24  | Undine Kummer      | Krauser     | +1 giro   | 37      |       |
| 25  | Alberto Fernández  | Minarelli   | +2 giri   | 36      |       |

### Ritirati
| Pilota             | Moto      | Motivo | Griglia |
| ------------------ | --------- | ------ | ------- |
| Luis Alvaro        | Krauser   |        | 8       |
| Joaquin Machado    | Krauser   |        | 23      |
| Günter Schirnhofer | Krauser   |        | 11      |
| Vicente Rocher     | Casal     |        | 31      |
| Jos van Dongen     | Casal     | Caduta | 18      |
| Jorge Martínez     | Derbi     |        | 2       |
| Heinz Paschen      | Casal     |        | 17      |
| Jacques Bernard    | Fantic    |        | 21      |
| Janez Pintar       | Eberhardt |        | 19      |
| Joaquin Alós       | Arbizu    |        | 28      |
| Javier Arumi       | Krauser   |        | 25      |

### Non partito
| Pilota         | Moto | Griglia |
| -------------- | ---- | ------- |
| Kees Besseling | CJB  | 30      |

### Non qualificati
| Pilota           | Moto  |
| ---------------- | ----- |
| Antonio Monteiro | Casal |
| Luis Metello     | Huvo  |
| Manuel Gamez     | KTH   |
| Anton Gholy      | Casal |
| Daniel Pinheiro  | Casal |